# Kaplica Najświętszej Marii Panny w Studzienicznej
Kaplica Najświętszej Marii Panny w Studzienicznej – zabytkowa kaplica położona w Studzienicznej (administracyjna część Augustowa).
Kaplica położona jest na wyspie na Jeziorze Studzienicznym. Wchodzi w skład sanktuarium Matki Bożej Studzieniczańskiej i zespołu sakralnego w parafii Matki Bożej Szkaplerznej w Studzienicznej.

## Historia
Wizytacja dekanatu augustowskiego z roku 1700 zaświadcza, że istniało wtedy na obszarze dekanatu miejsce słynące z cudów, nie jest jednak znane jego dokładnie położenie. Późniejszy dokument – list przeora zakonu kamedułów z Wigier do kurii wileńskiej z 1740 r. – zawiera wzmiankę, że na wyspie Jeziora Studzienicznego kopia obrazu Matki Bożej Częstochowskiej była czczona przez okoliczną ludność przynajmniej od roku 1728. W tym czasie osiadł też na wyspie nieznany z imienia pustelnik. W roku 1741 proboszcz augustowski uzyskał pozwolenie na budowę kaplicy, jednak na skutek protestów kamedułów z Wigier budowa opóźniała się. W 1772 na wyspie osiadł pustelnik Wincenty Morawski, były major lub pułkownik wojsk polskich, należący do Franciszkańskiego Zakonu Świeckich, i wybudował drewnianą kapliczkę.

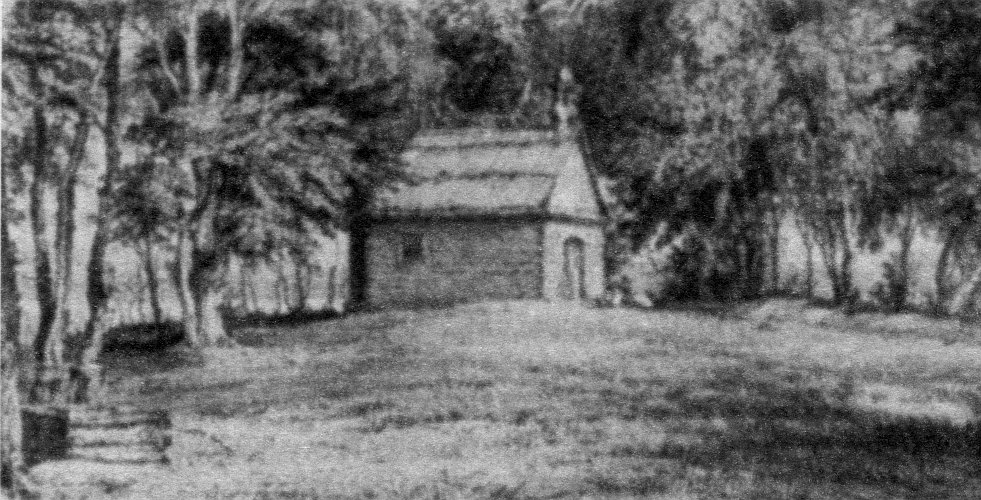
Drewniana kaplica w Studzienicznej (rys. Alojzy Misierowicz, 1857)

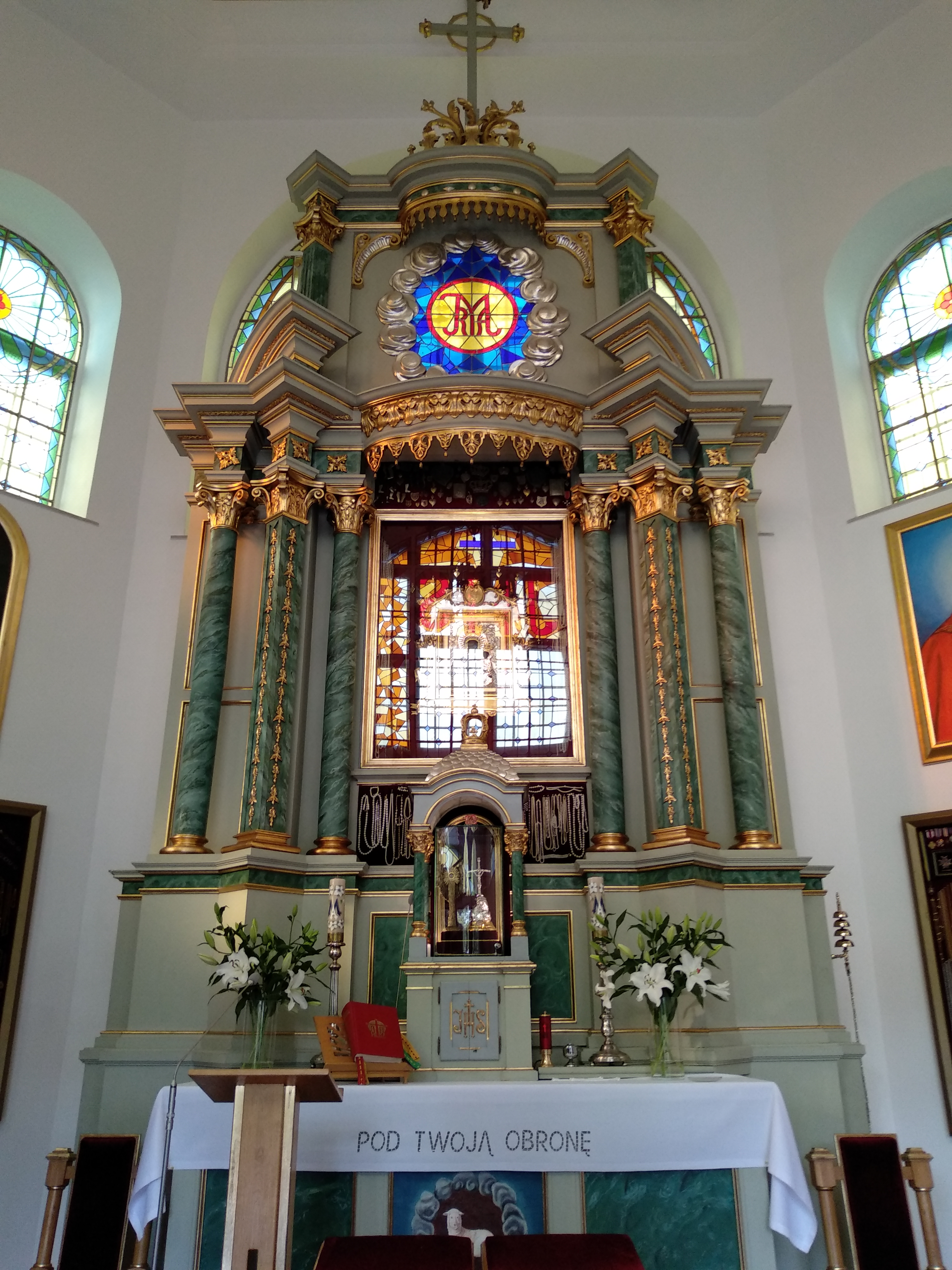
Wnętrze kaplicy - ołtarz główny

W 1777 starosta augustowski Stanisław Karwowski zakupił w Augustowie inną drewnianą kaplicę, którą Morawski z pomocą ludności przeniósł do Studzienicznej. Znajdowały się w niej 3 ołtarzyki. W głównym umieszczono obraz Matki Bożej Częstochowskiej. Przy obrazie znajdowały się wota, zaś nad ołtarzem napis: Kapłani Boga pamiętajcie o mnie tego miejsca fundatorze Wincentym Grzeszniku. Umieszczono też ołtarzyki boczne - pod wezwaniem św. Jana Nepomucena i św. Tekli. Morawski w roku 1782 odbył pielgrzymkę do Rzymu, gdzie uzyskał prawo do czterech odpustów zupełnych roczne (Zesłanie Ducha Świętego, 26 lipca na św. Anny, 16 maja na św. Nepomucena i 23 września na św. Tekli). Przywiózł też obrazy świętych, które umieścił w kaplicy.
W XIX wieku Studzieniczna stała się popularnym miejscem pielgrzymek. Czyniono więc starania o postawienie nowej kaplicy. W 1871 zbudowano fundamenty, oparte na 64 drewnianych palach wbitych w ziemię, połączonych kratowaniem z bali i wzmocnionych brukiem kamiennym. Właściwa murowana kaplica została wybudowana w 1872 przez inżyniera Kanału Augustowskiego Ludwika Jeziorkowskiego. Pod koniec XIX w. została usypana grobla łącząca wyspę ze stałym lądem. W 1908 powstał drewniany ołtarz i zakupiono do kaplicy fisharmonię. 17 września 1995 r. kard. Józef Glemp, prymas Polski, dokonuje koronacji obrazu Matki Bożej Studzienicznej.  W czerwcu 1999 sanktuarium w Studzienicznej i kaplicę odwiedził papież Jan Paweł II. Obok kaplicy znajduje się pomnik upamiętniający to wydarzenie.
Kaplica ma formę ośmiokątnej rotundy. Stylistycznie nawiązuje do architektury renesansowej. Uwieńczona jest niewielką sygnaturką. W pobliżu kaplicy znajduje się kościół Matki Bożej Szkaplerznej.
Kaplica pojawiła się w filmie Karate po polsku z 1983 roku.